# Nuh Ismail Tani
Nuh Ismail Tani ( somali : Nuux Ismaaciil Taani  ) est le chef d'état-major des forces armées du Somaliland à deux reprises.

## Biographie
Tani est originaire de la faction Sa'ad Musa de la branche Habr Awal du clan Isaaq. En 1975, Tani était chef de la logistique des forces armées somaliennes à Kismayo. En 1981, il dirige les combats à Galkayo, dans le centre de la Somalie.  

### Première nomination en tant que chef d'Etat major (2003-2011°
Il a été nommé chef d'état major en 2003 par le président Kahin. 
En août 2010, le nouveau président Silanyo a évincé un certain nombre de responsables gouvernementaux, mais Tani a été retenu, avant de le démettre de ses fonctions le 11 décembre 2011 pour le remplacer par  le général Mohamed Hasan Abdullahi.
En 2013, il a été nommé par le Somaliland poste parmi les 100 personnes qui ont le plus contribué au Somaliland au cours des 20 dernières années. 

### Seconde nomination en tant que chef d'état-major (2016-2025)
Le 15 août 2016, Tani a de nouveau été nommé commandant des forces de défense du Somaliland. 
En novembre 2017, Tani a déclaré lors d'un entretien avant l'élection présidentielle du Somaliland qu'il suivrait fidèlement le candidat élu. 
En novembre 2018, Tani a accueilli le président du Somaliland à Tukaraq afin de lui faire une présentation globale de l'état des forces armées du Somaliland.